# Nicholas Brothers

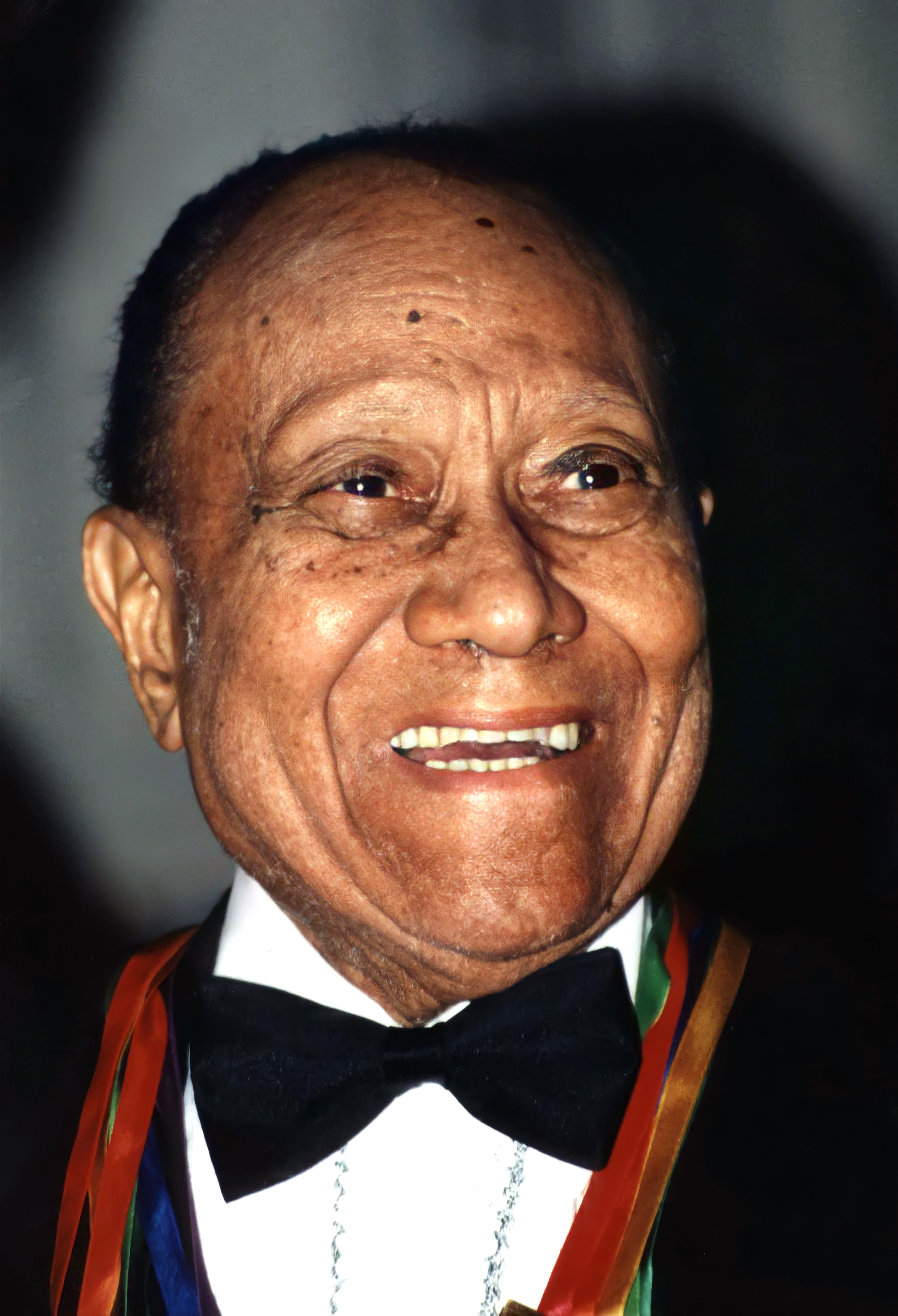
Fayard Nicholas nel 1991

I Nicholas Brothers furono una coppia di ballerini di tip-tap formata dai fratelli Fayard Antonio (Mobile, 20 ottobre 1914 – Los Angeles, 24 gennaio 2006) e 
Harold Lloyd Nicholas (Winston-Salem, 17 marzo 1921 – New York, 3 luglio 2000).
La loro esibizione nel numero musicale "Jumpin 'Jive" (con Cab Calloway e la sua orchestra) nel film Stormy Weather (1943) è considerata da molti il più virtuosistico spettacolo di danza di tutti i tempi.

## Filmografia
- The Emperor Jones (1933) (solo Harold Nicholas)
- Kid Millions (1934)
- Coronado (1935)
- The Big Broadcast of 1936 (1935)
- My American Wife (1936)
- Babes in Arms (1937)
- Calling All Stars (1937)
- My Son Is Guilty (1939)
- Down Argentine Way (1940)
- Tin Pan Alley (1940)
- The Great American Broadcast (1941)
- Sun Valley Serenade (1941)
- Orchestra Wives (1942)
- Stormy Weather (1943)
- Take It or Leave It (1944)
- The Reckless Age (1944) (solo Harold Nicholas)
- Carolina Blues (1944) (solo Harold Nicholas)
- The Pirate (1948)
- Pathe Newsreel (1948)
- Botta e Riposta (1951)
- El Misterio del carro express (1953)
- El Mensaje de la muerte (1953)
- Musik im Blut (1955)
- Bonjour Kathrin (1956)
- L'Empire de la nuit (1963) (solo Harold Nicholas)
- The Liberation of L.B. Jones (1970) (solo Fayard Nicholas)
- Uptown Saturday Night (1974) (solo Harold Nicholas)
- That's Entertainment! (1974) (con filmati di archivio)
- Brother, Can You Spare a Dime? (1975) (con filmati di archivio)
- Disco 9000 (1976) (solo Harold Nicholas)
- That's Dancing! (1985) (con filmati di archivio)
- Tap (1989) (Harold Nicholas)
- That's Black Entertainment (1990) (con filmati di archivio)
- The Five Heartbeats (1990) (solo Harold Nicholas)
- "Alright" (video clip di Janet Jackson song) (1992)
- The Nicholas Brothers: We Sing and We Dance (1992)
- Funny Bones (1995) (solo Harold Nicholas)
- I Used to Be in Pictures (2000)
- Night at the Golden Eagle (2002) (solo Fayard Nicholas)
- Broadway: The Golden Age, by the Legends Who Were There (2003)
- Hard Four (2005)